# Krymlov
Krymlov je vesnice a část obce Oleška v okrese Praha-východ. Nachází se šest kilometrů jihovýchodně od Kostelce nad Černými lesy v nadmořské výšce 436 metrů.

## Historie
První písemná zmínka o vesnici pochází z roku 1360.

## Zajímavosti
- Krymlovem prochází tzv. Čertova brázda.
- V severozápadní části obce se nachází kaple Panny Marie z roku 1858, postavená na obdélníkovém půdoryse, s fasádou členěnou jednoduchými pilastry zasahujícími do korunní římsy a se sanktusníkem.[4]